# Dave Johns
Dave Johns (Wallsend, Reino Unido, 1955) es un actor, comediante y escritor inglés, conocido internacionalmente por protagonizar la película Yo, Daniel Blake (2016), ganadora de la Palma de Oro en el Festival de Cannes. Además, fue ganador como Mejor Actor en la entrega de Dublin Film Critics Circle.

## Películas
| Año  | Título           | Rol    | Notas        |
| ---- | ---------------- | ------ | ------------ |
| 2016 | Yo, Daniel Blake | Daniel |              |
| 2017 | Howay!           | Terry  | Cortometraje |
| 2017 | Me, the Elephant | Dad    | Cortometraje |

## Reconicimiento
| Año  | Premio                            | Categoría                        | Título           | Resultado | Ref.  |
| ---- | --------------------------------- | -------------------------------- | ---------------- | --------- | ----- |
| 2016 | British Independent Film Awards   | Mejor Actor                      | Yo, Daniel Blake | Ganador   | [ 1 ] |
| 2016 | British Independent Film Awards   | Most Promising Newcomer          | Yo, Daniel Blake | Nominado  | [ 1 ] |
| 2016 | Dublin Film Critics Circle        | Mejor Actor                      | Yo, Daniel Blake | Ganador   | [ 2 ] |
| 2016 | European Film Awards              | Actor europeo                    | Yo, Daniel Blake | Nominado  | [ 3 ] |
| 2017 | Empire Awards                     | Best Male Newcomer               | Yo, Daniel Blake | Ganador   | [ 4 ] |
| 2017 | London Critics Circle Film Awards | Británico/Irlandés Actor del año | Yo, Daniel Blake | Nominado  | [ 5 ] |